# 艾德赫斯峰

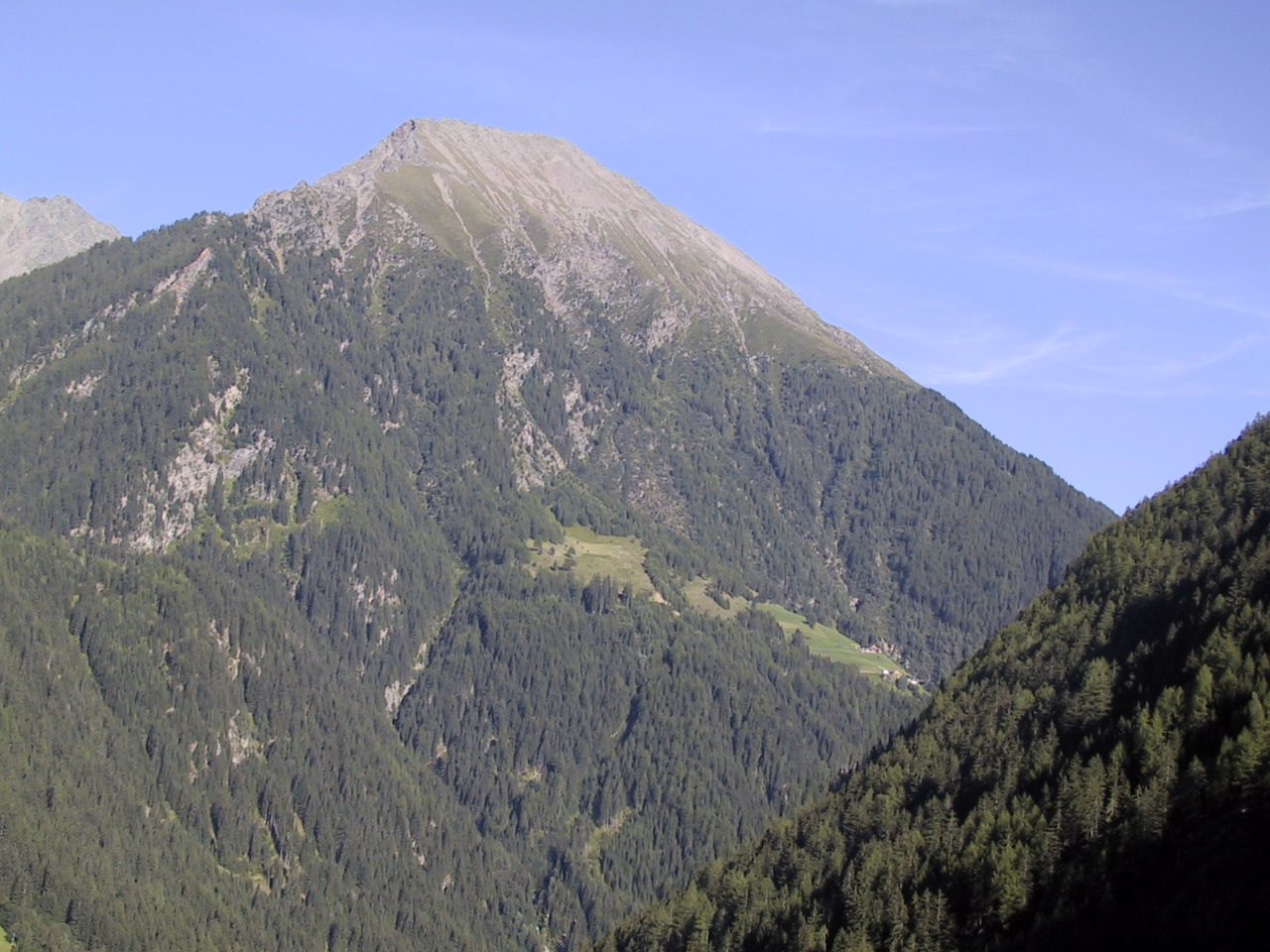

46°52′13″N 11°45′20″E / 46.870314°N 11.755623°E
艾德赫斯峰（義大利語：Eidechsspitze），是意大利的山峰，位於該國東北部，由博爾扎諾-南蒂羅爾自治省負責管轄，屬於齊勒塔爾阿爾卑斯山脈的一部分，海拔高度2,738米，每年平均降雨量1,579毫米。